# Фудбалски савез Лихтенштајна
Фудбалски савез Лихтенштајна (ЛФВ) је највише фудбалско тело у Лихтенштајну, које организује такмичење у Купу Лихтенштајна и води репрезентацију Лихтенштајна
Савез је основан 1933 а примљен у Светску фудбалску федерацију ФИФА од 1974 када је постао и члан УЕФА Европске фудбалске уније. 
Савез нема своју лигу због малог броја клубова (7) који играју у швајцарским лигама. Због тога је Лихтенштајн једина европскаска земља која нема свог представника у квалификацијама за Лигу шампиона.
Национални куп се игра од 1946. године, а највише трофеја 37 је освојио је Вадуц.
Прва међународна утакмица одиграна је 14. јуна 1981 на турниру у Сеулу Јужна Кореја против репрезентације Малте, која је завешила нерешено 1:1.
Боје националне селекције су плава и жута.